# Diarthrodes parvulus
Diarthrodes parvulus is een eenoogkreeftjessoort uit de familie van de Dactylopusiidae. De wetenschappelijke naam van de soort is voor het eerst geldig gepubliceerd in 1978 door Pallares.